# Емба (окръг Пафос)
Ѐмба (на гръцки: Έμπα) е село в Кипър, окръг Пафос. Според статистическата служба на Република Кипър през 2011 г. селото има 4885 жители.